# モンド・トップレス
『モンド・トップレス』（原題: Mondo Topless）は、アメリカ合衆国の1966年の疑似ドキュメンタリー映画。ラス・メイヤーが監督、バベット・バルドー、ローナ・メイトランドが出演。『ファスター・プシィキャット!キル!キル!』など一連のモノクロ「ラフイー（暴力的）・ヌーディーズ」映画に続く、メイヤー初のカラー映画であった。単純なセクスプロイテーション映画ではあるが、フランスのヌーヴェルヴァーグやシネマ・ヴェリテの伝統の影響も見られる。
当時の謳い文句：「1人の男に2つは...ラス・メイヤーの巨乳美女...心地良く刺激され...焼けるように暑く...止められない... 1人の男には手に負えない!」
フィンランドでは上演禁止となった。

## 概要
映画は1960年代のサンフランシスコのスナップショットで幕を開け（時折全裸で車を運転するバウンシー（バベット・バルドー）のカットが挟まれるが）、やがてストリッパーたちの生態に焦点が移っていく。ストリッパーたちの生活、赤裸々なセックスワークの日々、ブラジャーのサイズ、男性の好みなどが、60年代のインストゥルメンタル・ロックにのせて嬌声をあげてトップレスダンスを踊る様子と共に語られる。映画の大半を通してナレーターは女性がカウンターカルチャーのサブジャンルであるかのように語る。これは同時代に流行していたビートニクやヒッピーのムーブメントに似通っている。ナレーターの言う「トップレス」ムーブメントは、1960年代の性革命の寓意的派生と見なすこともできる。

## キャスト
- バベット・バルドー：バウンシー
- パット・バリントン（英語版）：本人役（パット・バリンジャー名義）
- シン・レニー：ルーシャス
- ダーレン・グレイ：バックソティック
- ダイアン・ヤング：ヤミー
- ダーラ・パリス：デリシャス
- ドンナ・X：X（エク）サイティング
- ローナ・メイトランド：本人役（『肉体の罠』スクリーンテスト未編集フィルムより）

## 製作
メイヤーは『肉体の罠』から『ファスター・プシィキャット!キル!キル!』に至る4本のドラマチックなモノクロ映画を撮った「ゴシック時代」の後に本作を制作した。1960年代のサンフランシスコの「トップレスブーム」を狙って撮影された。

## ドキュメンタリーの伝統
「モンド・トップレス」というタイトルは、1960年代初頭の一連の「モンド」映画に由来している。最初にして最大の成功を収めたモンド映画は『世界残酷物語』である。これらの映画の目的はドキュメンタリー形式を採用して、性的描写と暴力描写を検閲から回避させることにあった。
『モンド・トップレス』は、ジャン＝リュック・ゴダールも参加している『愛すべき女・女（め・め）たち』（1967年）とスタイルの類似点が見られる。『モンド・トップレス』は他のほとんどのメイヤー映画と同様、セックスに対して寛容なヨーロッパの姿勢からインスピレーションの多くを引き出し、多数の模倣者を産んだ。

## 反響
伝記作家ジミー・マクダナーは「この映画はどのようにして撮られたのか？　全否定的な性神話の極端な誇張か、ただの逆上した雄バチか、空虚な容赦ない瞑想は、電気塔で踊るダンサー、パット・バリンジャーの言葉に最もよく表わされている「あなたがしていることはダンスだけで、それには何の意味も無いのよ...」。」と書いている。
ロジャー・イーバートは『モンド・トップレス』について「ある意味、非常に興味深い映画である。特にメイヤーの巨乳の女優、最大の呼び物である矛盾した境遇のトップレスダンサーに対する態度に当てられた光によって....映画の真の興味は、ダンサーへのインタビューからなるサウンドトラックにある。彼女たちは大きな胸を持つことの危険性と利点について話す。ここで微妙にサディスティックなことが起こっているようだ：メイヤーは尺の関係で女性たちが問題点（ブラジャーをカスタムメイドにする必要がある）について不満を言う時に同時に撮影・録音している。これは一種の心理的なメビウスの帯を作り出し、『モンド・トップレス』での視覚と言葉の出会いは、ラリー・リヴァースが『Tits』で求めていたような一種のドキュメンタリー的な緊張を生み出している。」と語った。
警察は『モンド・トップレス』が上映されていたシンシナティの映画館を急襲した。